# Archidiocèse de Sienne-Colle di Val d'Elsa-Montalcino
L'archidiocèse de Sienne-Colle di Val d'Elsa-Montalcino (en latin : Archidioecesis Senensis-Collensis-Ilcinensis ; en italien : Arcidiocesi di Siena-Colle di Val d'Elsa-Montalcino) est un archidiocèse métropolitain de l'Église catholique d'Italie appartenant à la région ecclésiastique de Toscane.

## Territoire
Le diocèse s'étend sur deux provinces de la Toscane. La plus grande partie est dans la province de Sienne, l'autre fraction de la province est dans les diocèses de Fiesole, d'Arezzo-Cortone-Sansepolcro, de Montepulciano-Chiusi-Pienza, de Volterra et de l'archidiocèse de Florence (uniquement une frazione de la commune de Poggibonsi). Une petite partie est dans la province de Grosseto, l'autre fraction de la province étant gérée par les diocèses de Grosseto, de Pitigliano-Sovana-Orbetello et Massa Marittima-Piombino qui sont aussi suffragants de Sienne tout comme le diocèse de Montepulciano-Chiusi-Pienza.
Son territoire est d'une superficie de 2 265 km2 divisé en 156 paroisses. L'archevêché est à Sienne avec la cathédrale Notre-Dame-de-l'Assomption dont une chapelle garde la relique du bras de Jean le Baptiste avec une statue de Jean le Baptiste de Donatello. L'archidiocèse a deux cocathédrales depuis la fusion des trois diocèses en 1986 : la cathédrale de Montalcino et la cathédrale de Colle di Val d'Elsa où se trouvent les reliques du bienheureux Albert de Chiatina (it).
La ville de Sienne possède plusieurs églises qui sont des lieux de pèlerinage : la basilique Saint-François conserve le souvenir du miracle eucharistique de Sienne. Le sanctuaire Sainte-Catherine-de-Sienne est un ensemble de bâtiments autour de la maison paternelle de Catherine de Sienne, avec le crucifix dont la sainte aurait reçu les stigmates. La basilique San Domenico conserve la tête de Catherine de Sienne ainsi que les reliques des bienheureux André Gallerani et Ambroise Sansedoni. La basilique San Clemente in Santa Maria dei Servi où se trouvent les châsses des bienheureux François Patrizi et Joachim Piccolomini. L'église de San Francesco all'Alberino garde les reliques du bienheureux Jean Colombini tandis que Le bienheureux Pierre Pettinaio (it), tertiaire franciscain est dans le couvent des clarisses. L'église de la Visitation (it) possède les restes de la bienheureuse Savina Petrilli, fondatrice des sœurs des pauvres de Sainte Catherine de Sienne. Sur le territoire du diocèse, l'église de Monticiano (it) conserve le corps du bienheureux Antoine Patrizi (it), religieux augustin. Le bienheureux Luchèse de Caggiano, premier tertiaire franciscain est dans le couvent San Lucchese à Poggibonsi et la bienheureuse Fina de San Geminiano est dans la collégiale de San Gimignano.

## Histoire
L'archidiocèse actuel est le résultat de la fusion de l'archidiocèse de Sienne et des diocèses de Colle di Val d'Elsa et de Montalcino par le décret Instantibus votis de la congrégation pour les évêques du 30 septembre 1986.

### Archidiocèse de Sienne
Selon la tradition, le christianisme est introduit à Sienne au début du IVe siècle par saint Ansan, martyr en 304 et qui devient le principal patron du diocèse. L’histoire du diocèse des premiers siècles manque de documentation fiable et suffisante. La tradition fait de Lucifer (it) le premier évêque de Sienne en 306. Après Lucifer, il semble que Florian soit l'évêque de Sienne qui intervient en 313 au concile de Rome. Eusebius participe au concile de Rome de 465 (it). Maur est présent au concile de Latran de 649 et dans lequel il conclut un compromis avec l'évêque d'Arezzo sur la possession contestée de dix-huit pièves de Sienne. Vitalien, qui, lors du concile de Rome de 680. La querelle avec l’Église d’Arezzo sur la juridiction territoriale dure près de cinq siècles. La question prend fin en 1125, lorsque le pape Honorius II impose un silence perpétuel sur le différend, attribuant définitivement les territoires à Arezzo. La période lombarde puis carolingienne voit les premières fondations monastiques ; le monastère bénédictin de Sant'Eugenio (730), le monastère féminin de Sant'Abbondio (801) sous la juridiction directe de l'évêque. L'autorité épiscopale dans la ville et sur le territoire, déjà forte dans la période des gastalds lombards est renforcée par les comtes francs. Avec la désintégration de l'empire carolingien, l'évêque reste la seule autorité incontestée. Il exerce le pouvoir avec un conseil de nobles consuls et convoque le peuple devant l'église pour approuver les propositions.
Depuis le début du XIe siècle, le chapitre de la cathédrale acquiert une grande importance, les chanoines sont tenus à la vie commune, officient lors de la liturgie de la cathédrale et donnent vie à une école canonique, de laquelle naît l'ancienne université. saint Bruno, futur évêque de Segni, est également chanoine de la cathédrale de Sienne. Les chanoines siennois fondent l'hôpital Santa Maria della Scala en face de la cathédrale, destinée aux pèlerins malades et abandonnés, et en confie le soin à une congrégation laïque, les frères de l'Hôpital, mais en se réservant l'approbation du recteur et en supervisant l'administration. Jusqu'à la fin du XIVe siècle, le chapitre a le droit d'élire l'évêque. À Sienne, Nicolas II est élu contre l'antipape Benoît X, signe que l'Église de Sienne est en phase avec le nouveau mouvement de réforme.
L'évêque de Sienne obtient vers 1055 le privilège d'exercer des droits féodaux sur un vaste territoire entre Arbia (it) et le Merse (it), appelé précisément le fief épiscopal de Murlo (it) sur lequel les évêques règnent pendant plus de sept siècles, pratiquement jusqu’à la suppression des privilèges féodaux sous Léopold II (1786) grand-duc de Toscane. Au XIe siècle, les grands seigneurs féodaux du territoire profitent du désordre politique et religieux engendré par la lutte entre la papauté et l'empire lors de la Querelle des Investitures pour agrandir leurs domaines. Mais sous la direction de l'évêque et des consuls, le pouvoir des grands propriétaires terriens est limité.
En 1159, le juriste siennois Rolando Bandinelli est élu pape sous le nom d'Alexandre III. Lors des tensions qui surgissent entre le pape Alexandre et l'empereur germanique Frédéric Barberousse, l'évêque de Sienne, Ranieri (1129-1167) se montre fervent partisan de la ligne papale contre les revendications impériales. Sous son épiscopat, les consuls de Sienne, pressés par le vicaire impérial, emprisonnent des ecclésiastiques. Mgr Ranieri excommunie les consuls et frappe d'interdit sur la ville et le contado. Le clergé reste fidèle au pape mais l'évêque est obligé de fuir Sienne. Le mouvement d'unification est entravé par des guerres incessantes entre Sienne et Florence, des guerres que ni les évêques Buono (1189-1215) et Buonfiglio (1216-1225), ni la prédication de paix des nouveaux ordres dominicains, franciscains et servites de Marie se calme jusqu'à ce que Sienne réussisse à vaincre son rival (1260) et à dominer la Toscane pendant une décennie, après s'être dotée d'une sage constitution civile (1262).
Les XIIIe siècle et XIVe siècle marquent une véritable floraison de la sainteté dans l'Église de Sienne, avec des personnalités marquantes de l'histoire de l'Église, mystiques, fondateurs d'œuvres de charité ou d'instituts religieux, théologiens, et laïcs. Le bienheureux André Gallerani (environ 1200-1251) fondateur des frères de la miséricorde (1240) ; saint Bernard Tolomei (1272-1348) fondateur de l'ordre du Mont-Olivet en 1319. Le bienheureux Jean Colombini fonde les jésuates à Sienne vers 1360. Sainte Catherine de Sienne (1347-1380) reconnue aujourd'hui comme docteur de l'Église depuis 1970. Saint Bernardin de Sienne né à Massa Marittima (1380-1444) devenu franciscain sera l'un des prédicateurs les plus réputés de l'Italie de l'époque et réformateur de l'ordre franciscain par le mouvement de l'Observance. Parmi les saints et les bienheureux qui vivent à cette époque à Sienne et sur le territoire du diocèse actuel, on trouve également saint Galgano Guidotti, fondateur de l'abbaye du même nom, le prédicateur dominicain Ambroise Sansedoni, le bienheureux Antoine Patrizi, le bienheureux Luchèse de Caggiano, premier tertiaire franciscain, la bienheureuse Fina de San Geminiano, le bienheureux Pierre Pettinaio (it), le bienheureux Albert de Chiatina (it) et le bienheureux Franc da Grotti, carme.
Le 19 août 1458, l'évêque Enea Silvio Piccolomini (1450-1458), est élu pape sous le nom de Pie II ; celui-ci élève le siège de Sienne au rang d'archidiocèse et de siège métropolitain le 23 avril 1459 par la bulle Triumphans Pastor. La bulle donne également comme suffragant les diocèses de Chiusi, Grosseto et Sovana. Jusqu'à la fin du XVIe siècle, les archevêques de Sienne sont tous nommés parmi les membres de la noble famille Piccolomini. Parmi eux, le cardinal Francesco Todeschini Piccolomini (1460-1501), élu plus tard pape sous le nom de Pie III, et Francesco Bandini Piccolomini, défenseur du catholicisme contre les protestants (1529-1588).
Le concile de Trente étend sa réforme à Sienne notamment par l'apostolat des frères mineurs capucins et des jésuites établit à Sienne respectivement en 1536 et 1555. Le cardinal Francesco Maria Tarugi (1597-1607), oratorien et disciple à Rome de saint Philippe Neri, qui tient un synode provincial (1599) à Sienne et fait une visite pastorale. Le climat spirituel de la période post-tridentine réorganise les anciennes confréries laïques et communautés religieuses et en établit de nouvelles. La chute de la république de Sienne (1555) cède le pas à une ferveur religieuse renouvelée, avec le culte de la madone de Provenzano. vénéré dans l'Église Santa Maria di Provenzano qui commence à être construite en 1594 et ouverte au culte avec dédicace solennelle de Mgr Camillo Borghesi, le 16 octobre 1611. Le séminaire est créé en 1614 par le cardinal Metello Bichi (1612-1615). Il a son premier siège dans l'église de San Desiderio, près de la cathédrale. Il est transféré en 1666 à l’église de San Giorgio et renforcé par la munificence du pape Alexandre VII (1655-1667).
Le 14 août 1730, 351 hosties consacrées sont volées dans la basilique Saint-François, elles sont retrouvées le 17 août suivant et toujours conservées dans la basilique san Francesco ; ce phénomène est connu sous le nom de miracle eucharistique de Sienne. Les ordres religieux supprimés par les Français (1808-1809) sont revenus après la Restauration . À l'époque du Risorgimento, le séminaire archiépiscopal est transféré dans le complexe conventuel de San Francesco. La chute du grand-duché de Toscane et son annexion aux Provinces-Unies d'Italie centrale puis au royaume d'Italie entraine une enième suppression des ordres religieux et la confiscation de la plupart de leurs biens par l'État. L'université de Sienne ayant supprimé la faculté de théologie en 1860, le séminaire obtient en 1914 la faculté de délivrer des diplômes en théologie, privilège qu’il conserve jusqu’à la réforme de Pie XI en 1931. Durant la Seconde Guerre mondiale, Mgr Toccabelli (1935-1961) contribué de façon décisive, par ses contacts avec les forces belligérantes, à préserver Sienne du fléau des bombardements et de la destruction. Le 18 juin 1944, il renouvelle solennellement le don de la ville à la Vierge. En 1954, le séminaire archiépiscopal de Sienne est érigé par le pape Pie XII en séminaire régional pontifical, en conservant son siège à San Francesco.
Dans la seconde moitié du XXe siècle, l'archidiocèse obtient deux importantes extensions territoriales, en juillet 1954, les deux vicariats de Chiusdino et de Monticiano sont séparés du diocèse de Volterra et annexés à l'archidiocèse, tandis que dans les années 1970, le territoire d'Asciano du diocèse d'Arezzo sont transférés à Sienne. Le 6 juin 1961, Mario Ismaele Castellano, évêque de Volterra puis assistant ecclésiastique de l'Action catholique, est nommé archevêque de Sienne. Il prend une part active au IIe concile œcuménique du Vatican et accueille le pape Jean-Paul II lors de sa première visite à Sienne (1980). En 1975, il est également nommé évêque de Colle di Val d'Elsa et en 1978 évêque de Montalcino.

### Diocèse de Montalcino
La foi chrétienne arrive sur le territoire de Montalcino au cours des premiers siècles. L'église paroissiale du Saint-Sauveur est construite au XIe siècle qui deviendra plus tard la future cathédrale du diocèse. Le centre de la vie chrétienne, ainsi que la vie politique, économique et culturelle de toute la région, émergent cependant au milieu du VIIIe siècle avec la fondation de l'abbaye de Sant'Antimo, à quelques kilomètres au sud de Montalcino, siège d'une présence monastique bénédictine importante. En 814, l'empereur Louis le Pieux fait don du château de Montalcino aux abbés de San Antimo, avec un droit de juridiction tant spirituel que temporel. Le gouvernement de l'abbaye sur Montalcino prend fin au XIIIe siècle, lorsque le château passe sous la domination de la république de Sienne. Cependant, la juridiction canonique continue, confirmée par les papes, à commencer par Anastase IV avec la bulle Cum omnibus de 1153.
Le diocèse de Montalcino est érigé le 13 août 1462 par la bulle Pro excellenti du pape Pie II, en prenant sur le territoire des diocèses d'Arezzo (11 paroisses), Grosseto (6 paroisses) et de Chiusi (6 paroisses). L'ancienne église paroissiale du Saint-Sauveur est élevée au rang de cathédrale. À l'origine, Montalcino est uni aeque principaliter au diocèse de Pienza et immédiatement soumis au Saint-Siège.
Girolamo II Piccolomini, fils de Bonsignore, obtient le 20 novembre 1528 du pape Clément VII la division provisoire des deux sièges. À l'occasion de cette division, les terres et les biens de l'abbaye lui sont cédés. À partir de là, le titre d 'abbé de Sant'Antimo est transmis à l'évêque. Cette première division dure jusqu'en 1535. L'union entre Montalcino et Pienza est révoquée une seconde fois entre 1554 et 1563. Le 23 mai 1594, par la bulle Ad exequendum, le pape Clément VIII divise définitivement Montalcino da Pienza. Le 15 juin 1772, avec l'approbation du pape Clément XIV, Montalcino se développe davantage grâce à l'acquisition de six paroisses du diocèse de Chiusi et de huit églises de Pienza. La fondation du séminaire diocésain dans les locaux de l'ancien couvent de Sant'Agostino est due à l'évêque Giuseppe Bernardino Pecci (1774-1809) ancien abbé olivétain.
En 1817, il est décidé de démolir l'ancienne cathédrale ; la nouvelle cathédrale garde le titre du Saint Salvatore, est ouvert au culte et inauguré solennellement en 1832 par l'évêque Giovanni Bindi Sergardi. Le dernier évêque de Montalcino est Ireneo Chelucci (1938-1970) qui dirige longtemps le diocèse pendant la Seconde Guerre mondiale et participe en tant que père conciliaire aux travaux du concile Vatican II.

### Diocèse de Colle di Val d'Elsa
Selon la tradition, le christianisme est introduit sur le territoire de Colle di Val d'Elsa par saint Martial, disciple de l'apôtre saint Pierre, lors de son voyage en Gaule, où il fonde plus tard l'église de Limoges. L'ancien château de Colle et ses dépendances se trouvent ab antiquo sous le diocèse de Volterra. L’abbaye de San Salvatore a Spugna (it) joue un rôle important dans la structure ecclésiastique du territoire, en l’administrant avec une juridiction tant civile que religieuse jusqu’au XIIe siècle, lorsque la figure de l’archiprêtre commence à émerger della Pieve ad Elsa, dont les droits et les prérogatives sont transférés sous l'archiprêtré du bienheureux Albert de Chiatina (it) à l'intérieur des murs du château, qui devient ainsi la principale église de toute la région de Colligiano. Les querelles entre les archiprêtres de Colle et les évêques de Volterra ne sont pas rares. Les archiprêtres réclament leur autorité et leur indépendance face à l'Église de Volterra en vertu des bulles des papes Pascal II, Gélase II et Adrien IV. Pour mettre fin au différend, le pape Urbain VI donne mandat en 1386 à l'abbé de San Galgano de résoudre la question, aucune issue n'est trouvée, mais dans l'acte de l'érection du diocèse, la collégiale de Colle est classée comme étant nullius dioecesis.
Le diocèse de Colle di Val d'Elsa est érigé le 5 juin 1592 par la bulle Cum super universas du pape Clément VIII en prenant sur les territoires des diocèses de Florence, Sienne, Fiesole et plus particulièrement Volterra. Dès sa fondation, le diocèse est suffragant de Florence. Le premier évêque de Colle est Usimbardo Usimbardi (1592-1612) noble de Colligiano, déjà chanoine de la cathédrale Santa Maria del Fiore de Florence et homme de confiance du grand-duc Ferdinand Ier de Médicis. Avec Usimbardo, les travaux commencent pour démolir l'ancienne église paroissiale et collégiale du saint Sauveur et de construire la nouvelle cathédrale des saints Albert et Martial. La fondation en 1618 du séminaire et la construction du palais épiscopal incombe à Mgr Cosimo della Gherardesca, en plus des diverses visites pastorales, conformément aux décisions du concile de Trente. Le 18 septembre 1782, le pape Pie VI transfère la collégiale de San Gimignano du territoire du diocèse de Volterra à celui de Colle. Le dernier évêque de Colle, Francesco Niccoli (1932-1965) achète l’ancien couvent de San Francesco aux frères mineurs conventuels en 1937, dans le but de transférer le séminaire, qui est inauguré en 1940. Mgr Niccoli, bien que âgé et malade, est présent à presque toutes les séances du concile Vatican II.

### Archidiocèse de Sienne-Colle di Val d'Elsa-Montalcino
À partir de 1965, le diocèse de Colle di Val d'Elsa reste vacant et, à partir de 1970, le siège de Montalcino. L'archevêque de Sienne, Mario Jsmaele Castellano, est nommé administrateur apostolique de ces deux diocèses. Mgr Castellano est nommé évêque de Colle di Val d'Elsa le 7 octobre 1975 et de Montalcino le 19 janvier 1978, unissant ainsi in persona episcopi les trois sièges de Sienne, Colle et Montalcino. Le 30 septembre 1986, en vertu du décret Instantibus votis de la congrégation pour les évêques, l'union plénière des trois diocèses est établie et le nouveau district ecclésiastique prend son nom actuel. Du 28 mai au 5 juin 1994, l'archidiocèse accueille le XXIIe congrès eucharistique national, en présence du cardinal Giacomo Biffi en qualité de légat pontifical. En 1996, le diocèse reçoit le pape Jean-Paul II pour la deuxième fois en visite pastorale .

## Sources
- (en) Catholic-Hierarchy

- (it) Cet article est partiellement ou en totalité issu de l’article de Wikipédia en italien intitulé « Arcidiocesi di Siena-Colle di Val d'Elsa-Montalcino » (voir la liste des auteurs).

### Articles liés
- Liste des diocèses et archidiocèses d'Italie
- Église catholique en Italie